# Oberonia melinantha
Oberonia melinantha är en orkidéart som beskrevs av Rudolf Schlechter. Oberonia melinantha ingår i släktet Oberonia och familjen orkidéer. Inga underarter finns listade i Catalogue of Life.